# Giovanni Thun Hohenstein

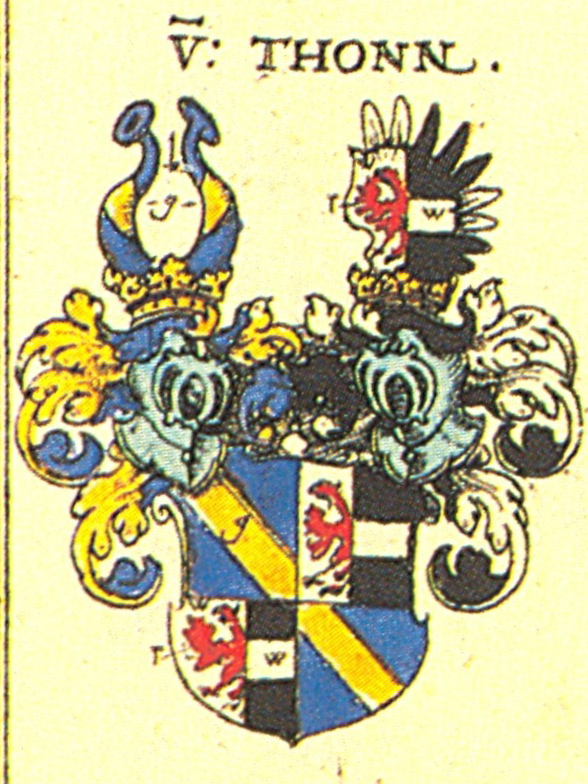
Stemma di famiglia

Giovanni Thun Hohenstein (Vienna, 22 dicembre 1913 – Monte Tigh, 28 marzo 1938) è stato un militare italiano, decorato con la medaglia d'oro al valor militare alla memoria nel corso delle grandi operazioni di polizia coloniale in Africa Orientale Italiana.

## Biografia
Nacque a Vienna il 22 dicembre 1913, figlio di Ernesto e di Monica Chamarè Harbuval. Discendente di una nobile ed antica famiglia di origine austriaca, il 3 novembre 1934 venne ammesso a frequentare la Scuola allievi ufficiali di complemento di Pinerolo uscendone aspirante nel giugno 1935 assegnato al Reggimento Lancieri Vittorio Emanuele II. Promosso sottotenente nel settembre successivo, venne posto in congedo nel giugno 1936 per essere richiamato, in seguito a domanda, pochi mesi dopo e, destinato al Regio corpo truppe coloniali d'Eritrea, si imbarcò a Napoli il 19 novembre dello stesso anno. Giunto a Massaua fu trasferito in servizio al I Gruppo squadroni cavalleria coloniale e con il 1º Squadrone partecipò alle grandi operazioni di polizia coloniale. Cadde in combattimento sul Monte Tigh il 28 marzo 1938, e fu decorato con la medaglia d'oro al valor militare alla memoria.

### Fonti
1. ↑  Gruppo Medaglie d'Oro al Valore Militare 1965, p. 288.
2. ↑  Combattenti Liberazione.
3. ↑  Registrato alla Corte dei conti del 21 febbraio 1939, registro 2 Africa Italiana, foglio 189.
4. ↑   Medaglia d'oro al valor militare Thun Hohenstein, Giovanni, su quirinale.it, Quirinale. URL consultato l'11 febbraio 2023.